# Marroca
La marròca è un animale mitologico che secondo la credenza contadina vive essenzialmente nelle zone umide della campagna della Val di Chiana, senese, aretina, umbra e Tuscia viterbese.

## Descrizione
Si tratterebbe di un animale ributtante, un incrocio tra una grossa lumaca ed una biscia (un serpente d'acqua), e talvolta di forma indefinita, che ama vivere nelle pozze di acqua stagnante, e nelle fogne. Emetterebbe un suono rauco specialmente in presenza di mulinelli, ed i bambini spaventati si tengono alla larga da tutte le falde melmose in cui potrebbe esserci una marroca.
Tale animale fantastico a volte simboleggia uno spauracchio, e comunque sempre una figura non propriamente positiva.
In provincia di Viterbo, nell'alto Lazio, ed in particolare nella caldera dell'ex vulcano di Latera, si ritrova la marroca con un'accezione differente: simboleggerebbe una strega o comunque una donna brutta e malvagia. Anche a Fastello, frazione del Comune di Viterbo, la marroca simboleggia una strana presenza (animale per lo più notturno vivente nel fondo dei pozzi o in luoghi umidi), che, nello scenario collettivo, viene fatta assomigliare ad una specie di piovra e ha la capacità di rendere l’acqua velenosa per chi la beve. Veniva spesso usata per spaventare e dissuadere i bambini dall'avvicinarsi in posti pericolosi.
Animale simile ma con nome diverso è la biddrina, che infesterebbe le zone umide della campagna della provincia di Caltanissetta, mentre in altre zone della Sicilia viene chiamata culobbia.